# Bangunjaya (Pakel)
Bangunjaya is een bestuurslaag in het regentschap Tulungagung van de provincie Oost-Java, Indonesië. Bangunjaya telt 2713 inwoners (volkstelling 2010).